# معبد موانسة
معبد موانسة في قرية موانسة، غرب جرجيس، تونس .
الكنيس مع المقبرة اليهودية القريبة هو كل ما تبقى من الجالية اليهودية في القرية التي تم حلها خلال السبعينيات.

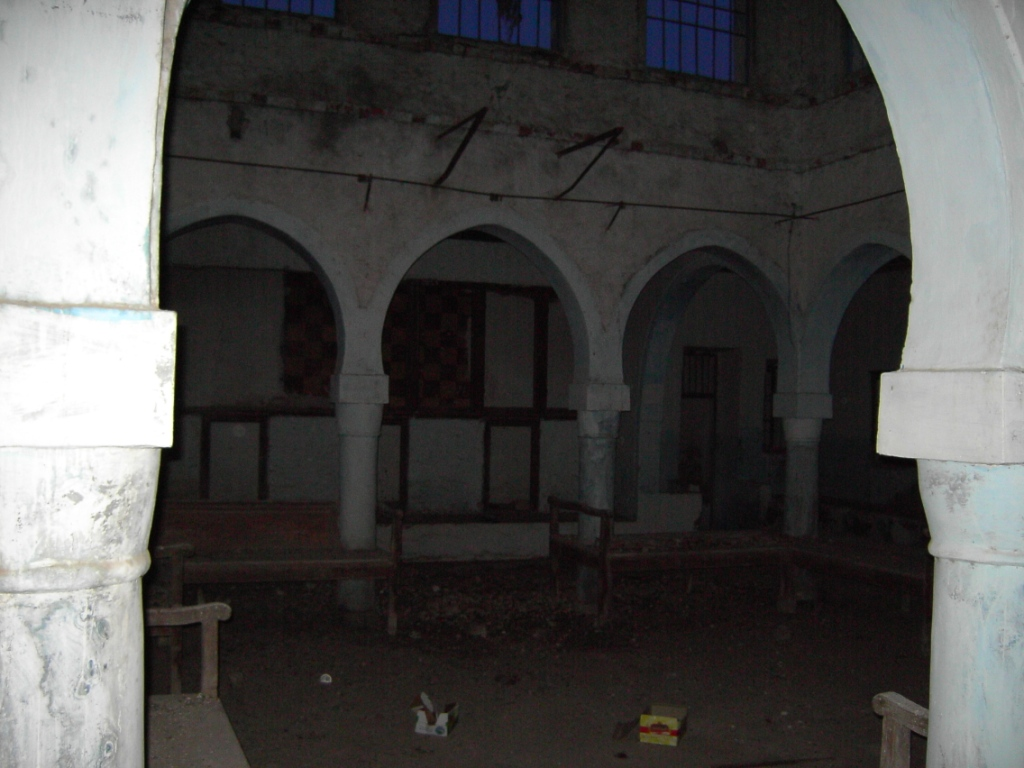
الجزء الداخلي المتدهور من الكنيس السابق